# Fourche (Arkansas)
Pour l’article homonyme, voir Fourche (homonymie).
Fourche est un village du comté de Perry, dans l'État de l'Arkansas aux États-Unis. 

## Géographie

### Hydrographie et hydrologie
Le village de Fourche est situé à la confluence de la rivière Fourche La Fave et de la rivière Arkansas.
Le Bureau du recensement des États-Unis indique une superficie de 0,5 km2 pour Fourche.

## Toponymie
La toponymie française date de l'arrivée de la famille La Fève, des colons français de l'époque de la Louisiane française qui s'installèrent à la fourche, située à la confluence entre cette rivière qui porte son patronyme et la rivière Arkansas. Les noms de famille et du poste de traite ont été réutilisés pour dénommer la rivière Fourche La Fave.  

## Population et société

### Démographie
Au recensement de 2006, la population s'élevait à 61 personnes.

#### Évolution du nombre d'habitants
| 1910 | 1920 | 1930 | 1940 | 1950 | 1960 |
| ---- | ---- | ---- | ---- | ---- | ---- |
| 46   | 164  | 94   | 88   | 51   | 48   |

| 1970 | 1980 | 1990 | 2000 | 2010 | - |
| ---- | ---- | ---- | ---- | ---- | - |
| 46   | 51   | 55   | 59   | 62   | - |